# Gesetz, betreffend die Vereinfachung und Verbilligung der öffentlichen Verwaltung
Das Gesetz, betreffend die Vereinfachung und Verbilligung der öffentlichen Verwaltung vom 27. April 1933 war ein Gesetz im Freistaat Oldenburg. Damit wurden die Versorgungskosten für  Anstaltskranke gesenkt, wobei eine steigende Sterblichkeit in Kauf genommen wurde.
Aus den eingesparten Pflegegeldern sollte die Fürsorgeabteilung (später zum Landesfürsorgeverband Oldenburg ausgebaut, heute Bezirksverband Oldenburg) des Innenministeriums Finanzmittel und Grundbesitz bilden, um Großvorhaben der NS-Kultur zu finanzieren, darunter die Thingstätte Stedingsehre, Museumsdorf Cloppenburg, Landesmuseum Oldenburg und andere.
Die Zahlen der Sterblichkeit in der Heil- und Pflegeanstalt Wehnen 1932 bis 1947 zeigen einen Zusammenhang zwischen gesenkten Pflegesätzen, eingesparten Kosten, reduzierter Kost und Sterblichkeit auf. Der Forscher Ingo Harms schätzt die Zahl der dadurch umgekommenen Patienten auf 1500 Menschen.